# Solução de poeira para a relatividade geral
Na relatividade geral, uma ‘’’solução de poeira’’’ é uma solução exata de equações de campo de Einstein em que o campo gravitacional é inteiramente produzido pela massa, momento, e densidade de tensão de um fluido perfeito o qual tem uma ‘’massa positiva’’ mas ‘’pressão nula’’ (em “desaparecimento”, “de fuga”). Soluções de poeira são, de longe, o caso especial mais importante de soluções de fluidos em relatividade geral.
O fluido perfeito sem pressão numa solução de poeira pode ser interpretado como um modelo de uma configuração de ‘’partículas de poeira’’ que interagem umas com as outras apenas por gravidade. Por esta razão, os modelos de poeira são frequentemente empregados na cosmologia como modelos de um universo “de brinquedo”, em que as partículas de poeira são considerados como modelos altamente idealizados de galáxias, aglomerados, ou superaglomerados. Em astrofísica, soluções de poeira têm sido utilizados como modelos de colapso gravitacional. Soluções de poeira também podem ser utilizados para modelar discos rotativos finitos de grãos de poeira. Se sobrepostos de algum modo sobre um modelo estelar compreendendo uma esfera de fluido rodeada por vácuo, uma solução de poeira pode ser usada para modelar um disco de acreção em torno de um objeto com massa; no entanto, nenhuma dessas modelagens de discos de acreção por soluções exatas rotativas é ainda conhecida, devido à dificuldade matemática extrema de construí-las.